# Sturmtruppen: The Videogame
Sturmtruppen: The Videogame è un videogioco d'azione di genere misto, tratto dal fumetto Sturmtruppen, pubblicato nel 1992 per Amiga dall'editrice italiana Idea. Una versione per Commodore 64 era a uno stadio avanzato di sviluppo, ma non venne mai completata. La versione Amiga ottenne recensioni tra il mediocre e il discreto dalla stampa.

## Modalità di gioco
Il giocatore controlla un soldato semplice delle Sturmtruppen, a piedi o alla guida di veicoli, contro truppe e mezzi delle Sturmtruppen stesse. Gli scenari sono a scorrimento orizzontale non parallattico verso destra e l'obiettivo è arrivare alla fine del percorso. Ci sono sei livelli con diverse ambientazioni: una città segnata dalla guerra, delle rovine, una serie di caserme, il deserto, un paesaggio alpino e uno glaciale. 
Inizialmente il soldato è a piedi e può camminare in orizzontale, saltare su piattaforme e combattere solo con calci e pugni. Gli avversari sono altri fanti, con varie armi e livelli di resistenza, che quando vengono sconfitti in corpo a corpo rimangono in mutande e scappano via. Da alcuni nemici eliminati si possono ottenere altre cinque armi, come pistola, fucile e mitragliatrice, con munizioni limitate e rappresentate da icone, selezionabili dal giocatore.
Quando il soldato si impadronisce di un veicolo che trova lungo il percorso, la visuale diventa da più lontano sullo stesso paesaggio, e il gioco diventa uno sparatutto con munizioni illimitate, ma cadenza di fuoco limitata a un solo colpo alla volta. Quando si prende un fuoristrada o una motocicletta il gioco ricorda il classico Moon Patrol: si ha un'arma di base che spara contemporaneamente verso destra e verso l'alto e si può saltare, ma non su piattaforme. Quando si prende un aereo si può volare su tutto lo schermo e sparare contemporaneamente proiettili verso destra e bombe verso il basso. I nemici sono diversi quando si guida un veicolo, e divengono vari tipi di mezzi, come carri, elicotteri, fuoristrada, dirigibili, artiglieria. Anche per i veicoli si possono ottenere altre cinque armi più potenti, ma con munizioni limitate, raccogliendo medaglie e diamanti.
Si dispone di una sola vita, ma si possono sopportare più colpi; l'energia è rappresentata da una sagoma del soldato che si trasforma un po' alla volta in scheletro. I veicoli hanno una propria energia, visualizzata sempre dalla sagoma, terminata la quale si torna a piedi. 
Come nel precedente Lupo Alberto: The Videogame, al completamento di un livello viene mostrata una vignetta che rappresenta la scena finale mancante di una delle strisce di Sturmtruppen incomplete che erano incluse nel manuale del gioco.